# Protubera maracuja
Protubera maracuja är en svampart som beskrevs av Möller 1895. Protubera maracuja ingår i släktet Protubera och familjen Phallogastraceae.   Inga underarter finns listade i Catalogue of Life.